# Morisset
Morisset är en del av en befolkad plats i Australien. Den ligger i kommunen Lake Macquarie Shire och delstaten New South Wales, i den sydöstra delen av landet, omkring 87 kilometer norr om delstatshuvudstaden Sydney. Antalet invånare är 782.
Närmaste större samhälle är Cooranbong, nära Morisset. 
I omgivningarna runt Morisset växer i huvudsak städsegrön lövskog. Runt Morisset är det ganska tätbefolkat, med 172 invånare per kvadratkilometer. Genomsnittlig årsnederbörd är 1 393 millimeter. Den regnigaste månaden är februari, med i genomsnitt 222 mm nederbörd, och den torraste är juli, med 42 mm nederbörd.